# Конголезский франк
Конголе́зский франк (фр. franc congolais) — денежная единица государства Демократическая Республика Конго. Введён в обращение на территории Конго в 1998 году вместо нового заира.
Один конголезский франк равен 100 сантимам. Международное обозначение — CDF.
В денежном обращении находятся банкноты образца 1997 года и более поздних выпусков.
Монеты в 25 и 50 сантимов, 1, 5, 10, 20, 75 и 100 франков чеканятся только для коллекционеров и в обращении не находятся.

## История

### Бельгийское Конго
27 июля 1887 года законным платёжным средством в Свободном государстве Конго объявлен бельгийский франк. 8 февраля 1896 года Государственное казначейство Свободного государства получило право на выпуск банкнот, а 27 августа 1906 года — монет. Казначейство начало выпуск банкнот во франках в 1896 году, монет — в 1906 году. 4 ноября 1908 года законным платёжным средством объявлены монеты Латинского монетного союза. В обращении находились также бельгийские монеты и банкноты.
В 1911 году денежной единицей Бельгийского Конго объявлен конголезский франк, приравненный к бельгийскому франку. Право эмиссии на 25 лет получил созданный 11 января 1909 года частный Банк Бельгийского Конго. Банк начал выпуск банкнот в 1912 году. 14 октября 1914 года был прекращён размен банкнот на золото.
10 октября 1927 года право эмиссии Банка Бельгийского Конго было продлено до 30 июня 1952 года, а в зону его деятельности была включена территория Руанда-Урунди. В 1940 году, после оккупации Бельгии, конголезский франк был приравнен к французскому франку. В октябре 1944 года паритет с бельгийским франком был восстановлен.
1 июля 1952 года право эмиссии было передано созданному в 1951 году государственному Центральному банку Бельгийского Конго и Руанды-Урунди. В том же году банк начал выпуск банкнот.

### Период независимости
После провозглашения в 1960 году Республики Конго конголезский франк остался валютой независимого государства.
На территории провинции Катанга, провозглашённой в 1960 году независимым государством, был создан собственный центральный банк и в 1961 году введена собственная денежная единица — катангский франк. После подавления мятежа и ликвидации Государства Катанга вместо франка Катанги вновь был введён конголезский франк (1:1).
3 октября 1960 года был создан Валютный совет Республики Конго, которому временно были переданы все функции ликвидированного в том же году Центрального банка Бельгийского Конго и Руанды-Урунди. Монеты и банкноты Бельгийского Конго продолжали использоваться в обращении. В 1962 году Валютный совет выпустил банкноту в 1000 франков упразднённого Центрального банка Бельгийского Конго и Руанды-Урунди с надпечаткой со своим названием, и только в 1963 году — 100 и 5000 франков нового образца.
24 февраля 1961 года было принято решение о создании нового эмиссионного центра — Национального банка Конго, однако из-за политической нестабильности банк начал операции и выпуск банкнот только в 1964 году. Единственная монета в 10 франков была выпущена в 1965 году.

### Заир
23 июня 1967 года была введена новая денежная единица — заир. Конголезский франк перестал быть законным платёжным средством 30 сентября 1967 года, обмен конголезских франков на заир производился 1000:1 до 31 декабря 1968 года. В 1971 году создан новый центральный банк — Банк Заира.
В 1993 году в обращение выпущен «новый заир» = 3 000 000 заирам.

### Реформа 1998 года
В 1998 году денежной единицей вновь объявлен конголезский франк, сменивший новый заир в соотношении: франк = 100 000 новых заиров. Банк Заира переименован в Центральный банк Конго. В обращение выпущены банкноты образца 1997 года.

## Банкноты
Центральным банком Конго введены в обращение банкноты номиналом 1, 5, 10, 20, 50 сантимов и 1, 5, 10, 20, 50, 100, 200, 500, 1000, 5000, 10 000 и 20 000 франков различных годов выпуска. В реальном денежном обращении банкноты мелких номиналов не используются.
| Серия 1997 года | Серия 1997 года   | Серия 1997 года   | Серия 1997 года | Серия 1997 года       | Серия 1997 года                                     | Серия 1997 года                                         | Серия 1997 года     |
| Изображения     | Изображения       | Номинал (франков) | Размеры (мм)    | Основные цвета        | Описание                                            | Описание                                                | Годы выпуска        |
| Лицевая сторона | Оборотная сторона | Номинал (франков) | Размеры (мм)    | Основные цвета        | Лицевая сторона                                     | Оборотная сторона                                       | Годы выпуска        |
| --------------- | ----------------- | ----------------- | --------------- | --------------------- | --------------------------------------------------- | ------------------------------------------------------- | ------------------- |
|                 |                   | 1 сантим          | 120×70          | фиолетовый, зелёный   | девушка, собирающая кофе                            | извержение вулкана Ньирагонго                           | 1997                |
|                 |                   | 5 сантимов        | 120×70          | синий, фиолетовый     | африканская маска народа суку                       | музыкальный инструмент занде                            | 1997                |
|                 |                   | 10 сантимов       | 120×70          | красный, розовый      | африканская маска народа пенде                      | национальный танец народа пенде                         | 1997                |
|                 |                   | 20 сантимов       | 120×70          | зелёный, розовый      | обыкновенный водяной козёл, возможно, антилопа      | саванна в национальном парке Упемба                     | 1997                |
|                 |                   | 50 сантимов       | 120×70          | коричневый, жёлтый    | голова окапи                                        | семья окапи в резервации Эпулу                          | 1997                |
|                 |                   | 1 франк           | 150×70          | синий, коричневый     | завод ГЕКАМИНЕС по переплавке меди в Катанге        | Патрис Лумумба с соратниками в заключении               | 1997                |
|                 |                   | 5 франков         | 150×70          | фиолетовый, жёлтый    | носорог в национальном парке Гарамба                | водопад Камванга                                        | 1997                |
|                 |                   | 10 франков        | 150×70          | зелёный, жёлтый       | скульптура народности луба «Тет-а-тет»              | скульптура народности луба                              | 1997                |
|                 |                   | 10 франков        | 150×70          | оранжевый, голубой    | скульптура народности луба «Тет-а-тет»              | скульптура народности луба                              | 2003                |
|                 |                   | 20 франков        | 150×70          | оранжевый, голубой    | голова льва (лев в национальном парке Кунделонгу)   | львица с двумя львятами в национальном парке Кунделонгу | 1997                |
|                 |                   | 20 франков        | 150×70          | зелёный, жёлтый       | голова льва (лев в национальном парке Кунделонгу)   | львица с двумя львятами в национальном парке Кунделонгу | 2003                |
|                 |                   | 50 франков        | 150×70          | синий, голубой        | маска «Мвана Пво» народа тшокве                     | деревня рыбаков на берегу реки Конго                    | 1997                |
|                 |                   | 50 франков        | 150×70          | коричневый, розовый   | маска «Мвана Пво» народа тшокве                     | деревня рыбаков на берегу реки Конго                    | 2000 2007 2013 2020 |
|                 |                   | 100 франков       | 150×70          | коричневый, розовый   | слон в национальном парке Вирунга                   | гидроэлектростанция Инга II                             | 1997                |
|                 |                   | 100 франков       | 150×70          | синий, голубой        | слон в национальном парке Вирунга                   | гидроэлектростанция Инга II                             | 2000 2007 2013      |
|                 |                   | 200 франков       | 150×70          | фиолетовый, розовый   | крестьянин в поле и статуя крестьянки               | барабанщики на фоне реки                                | 2000                |
|                 |                   | 200 франков       | 150×70          | фиолетовый, розовый   | крестьянин в поле и статуя крестьянки               | барабанщики на фоне реки                                | 2007                |
|                 |                   | 500 франков       | 150×70          | синий, голубой        | трое рабочих, добывающих алмазы, на фоне бриллианта | добыча алмазов на берегу реки в долине Этруит           | 2002 2020 2022      |
|                 |                   | 500 франков       | 150×70          | зелёный, серый        | порт Матади на берегу реки Конго                    | мост Кинсука                                            | 2010                |
|                 |                   | 1000 франков      | 141×73          | зелёный               | Окапи, коробка каниока                              | попугай                                                 | 2005 2013 2020      |
|                 |                   | 5000 франков      | 146×73          | оранжевый, коричневый | Зебры, статуэтка народа хемба                       | чаша, корни маниоки, петухи                             | 2005 2013 2020      |
|                 |                   | 10 000 франков    | 150×70          | фиолетовый            | Буйволы, резная статуэтка                           | Банановые деревья, птица                                | 2006 2013 2020      |
|                 |                   | 20 000 франков    | 150×70          | жёлтый                | Жирафы, резная статуэтка в форме головы «Башилеле»  | Пальмы, страусы                                         | 2006 2013 2020      |

2 июля 2012 года Центральный банк Конго выпустил новые банкноты достоинством в 1000, 5000, 10 000 и 20 000 франков, имеющие отличное от предыдущих серий оформление. На банкнотах в 1000 и 5000 франков указана дата «02.02.2005», 10 000 и 20 000 франков — «18.02.2006».
30 июня 2018 года Центральный банк Конго анонсировал выпуск в обращение новых банкнот достоинством 500, 1000 и 5000 франков в августе 2018 года. Также, банкноты более крупных номиналов появятся в 2019 году. Причиной обновления банкнот стала политика конголезского эмиссионного института, который регулярно меняет дизайн и средства защиты от подделывания своих денежных знаков.

## Режим валютного курса
Для поддержания курса национальной валюты используется режим «корректируемой привязки» (adjustable peg). Формально критерием эффективности курсовой политики (курсовой якорь) выступают денежные агрегаты, но де-факто курсовым якорем является доллар США.